# Microcalanus pusillus
Microcalanus pusillus är en kräftdjursart som beskrevs av Georg Ossian Sars 1903. Microcalanus pusillus ingår i släktet Microcalanus och familjen Clausocalanidae. Det är osäkert om arten förekommer i Sverige. Inga underarter finns listade i Catalogue of Life.